# せんべい汁

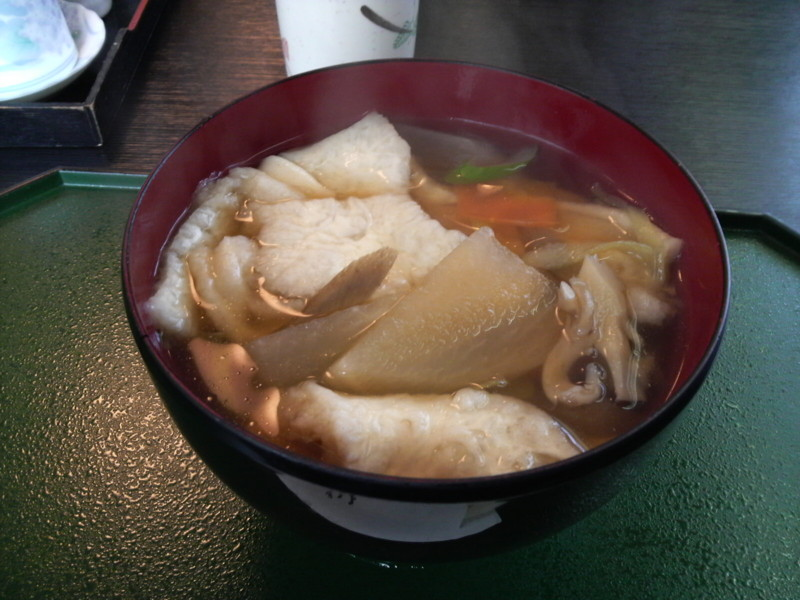
八戸市「菊乃里 鼓」のせんべい汁

せんべい汁（せんべいじる）は、青森県八戸市周辺で江戸時代に生まれた伝統的な郷土料理で、同料理専用の南部煎餅を用い、醤油味で煮立てた汁物あるいは鍋料理。地名を入れた「八戸せんべい汁」として名物化し、域外へPRしている。

## 概要
せんべい汁には、南部煎餅の中でも専用に焼き上げた「かやき煎餅（おつゆ煎餅・鍋用煎餅）」を使用する。これを手で割ったものを、一般的に醤油ベース（味噌・塩ベースもある）の鶏や豚の出汁でごぼう、きのこ、ネギ等の具材と共に煮立てる。出汁を吸った煎餅は「すいとん」の歯ごたえを強くしたような食感となる。
せんべい汁は煎餅以外の具材やだし汁が「すいとん」系と同じであるが、小麦の練り物であるすいとんの代わりに、保存のきく煎餅を用いたものと考えられる。
当地を含む東北地方太平洋側北中部では、冷夏をもたらすやませに悩まされており、特に江戸時代の小氷期には稲作の不作対策として小麦や雑穀も栽培されてきた。その小麦の練り物を用いた「すいとん」系の鍋料理として、南部藩（盛岡藩・八戸藩ほか）の「ひっつみ」、仙台藩・一関藩の「はっと」「つめり」等は、家庭料理として受け継がれ、また後に名物となっていった。
一方、練った小麦粉を焼いた煎餅を用いるせんべい汁は、2002年（平成14年）の東北新幹線の八戸駅延伸を機にPRされるようになった。同じ小麦粉を材料とし、旧・一関藩を含む旧・仙台藩北部で食されてきた、練った小麦粉を油で揚げた油麩（仙台麩）は、JRグループの仙台・宮城デスティネーションキャンペーン（2008年）を機に名物化された。

## 分布
八戸せんべい汁研究所では、2003年（平成15年）より各種調査を行っているが、最新の2008年（平成20年）2月に行った飲食店調査の結果によると、せんべい汁を提供していることが判明しているお店が約200軒あり、そのうち約160軒を「八戸せんべい汁ガイドマップ '08年版」に掲載している。
地域別の内訳を見ると、八戸市内135軒、八戸を除く青森県内12軒、岩手県二戸市内2軒、宮城県仙台市内1軒、東京都内7軒、神奈川県川崎市内1軒となっている。

## 歴史
せんべい汁は、江戸時代後期の天保の大飢饉の頃に八戸藩内で生まれたとされる。その後200年余りに渡って現在の南部地方一帯で食べられてきた。
2002年（平成14年）12月1日の東北新幹線八戸駅延伸開業および2003年（平成15年）4月1日から6月30日まで開催される北東北デスティネーションキャンペーンに向けて、八戸商工会議所の観光振興対策検討委員会が2000年（平成12年）3月に「八戸観光開発プラン」をまとめ、同年9月に「八戸観光開発プラン推進特別委員会」を設置。これを母体として翌2001年（平成13年）7月には官民挙げた『新幹線八戸駅開業事業実行委員会』が誕生した。同実行委員会は「食文化創造部会」を設置し、創作郷土料理や八戸らーめんの企画を行う一方、八戸屋台村 みろく横丁を設置するなど、「食文化創造都市・八戸」を目指して多彩な事業を行った。
そのような中、八戸公園に直径3mの巨大な鉄製「縄文なべ」が設置され（費用2830万円）、2000年（平成12年）から秋に「八戸縄文なべ祭り」が開催されるようになり、約3000食のせんべい汁を振舞うようになった（同祭は2004年で終了）。
2003年（平成15年）11月には「八戸せんべい汁研究所」が設立され、せんべい汁を用いた地域おこしも始まり、マスコミなど通じて当地以外でも知られた郷土料理へとなった。
2006年（平成18年）2月18日には、八戸せんべい汁研究所プロデュースの下、八戸せんべい汁を含め全国のB級グルメを集めた「B-1グランプリ」という食の祭典が八戸市で初開催された。また、同年9月には公式応援曲も発売された。さらに、同年10月24日より11月20日までの期間限定で東北7県（青森・岩手・宮城・秋田・山形・福島・新潟）のファミリーマート約530店舗で八戸せんべい汁が発売された。B-1グランプリは競争という色彩を薄めた祭典としての位置づけである。
2007年（平成19年）12月18日には、農林水産省主催農山漁村の郷土料理百選（郷土料理100選）に青森県の郷土料理としていちご煮と共に選ばれた。
2012年（平成24年）の「B-1グランプリ」第7回大会で八戸せんべい汁研究所がゴールドグランプリ受賞。
2022年、文化庁の100年フードに認定される。

## 公式ソング
2006年（平成18年）9月21日に、八戸せんべい汁オフィシャル応援ソングとして以下のアーティストが曲を発売した。
- トリオ★ザ★ポンチョス 「好きだDear!八戸せんべい汁」

## その他
- B-1グランプリでは、八戸せんべい汁研究所が2006年（平成18年）の第1回大会が4位、2007年（平成19年）の第2回大会から3年連続で第2位、2010年（平成22年）の第5回大会から2年連続で第3位となり、シルバーコレクター・ブロンズコレクターとなっていたが、2012年（平成24年）の第7回大会で初優勝した[3]。
- 2008年（平成20年）12月に八戸せんべい汁研究所主催で開催された「B-1冬の陣 北東北大決戦in八食センター」において、「八戸せんべい汁研究所」が北東北グランプリを獲得した。